# Bolitoglossa robinsoni
Bolitoglossa robinsoni är en groddjursart som beskrevs av Federico Bolaños och David Burton Wake 2009. Bolitoglossa robinsoni ingår i släktet Bolitoglossa och familjen lunglösa salamandrar. Inga underarter finns listade.